# Takahama (Aichi)
Takahama (Japans: 高浜市, Takahama-shi) is een stad in de Japanse prefectuur Aichi. De oppervlakte van deze stad is 13,00 km² en begin 2010 had de stad ruim 44.000 inwoners.
Samen met aangrenzende Hekinan is Takahama de stad van de keramische tegels, dakpannen en buizen.

## Geschiedenis
Takahama werd op 1 december 1970 een stad (shi).

## Verkeer
Takahama ligt aan de Mikawa-lijn van Meitetsu (Nagoya Spoorwegmaatschappij).
Takahama ligt aan de nationale autowegen 247 en 419 en aan de prefecturale wegen 46, 47, 50, 300, 304, 473 en 474.

## Bezienswaardigheden
- Kawara Museum, een museum over keramische tegels en dakpannen.
- Shiho-Ningyo-museum, met Japanse poppen in alle soorten en maten.

## Aangrenzende steden
- Anjo
- Handa
- Hekinan
- Kariya